# گیا گوگوشویلی

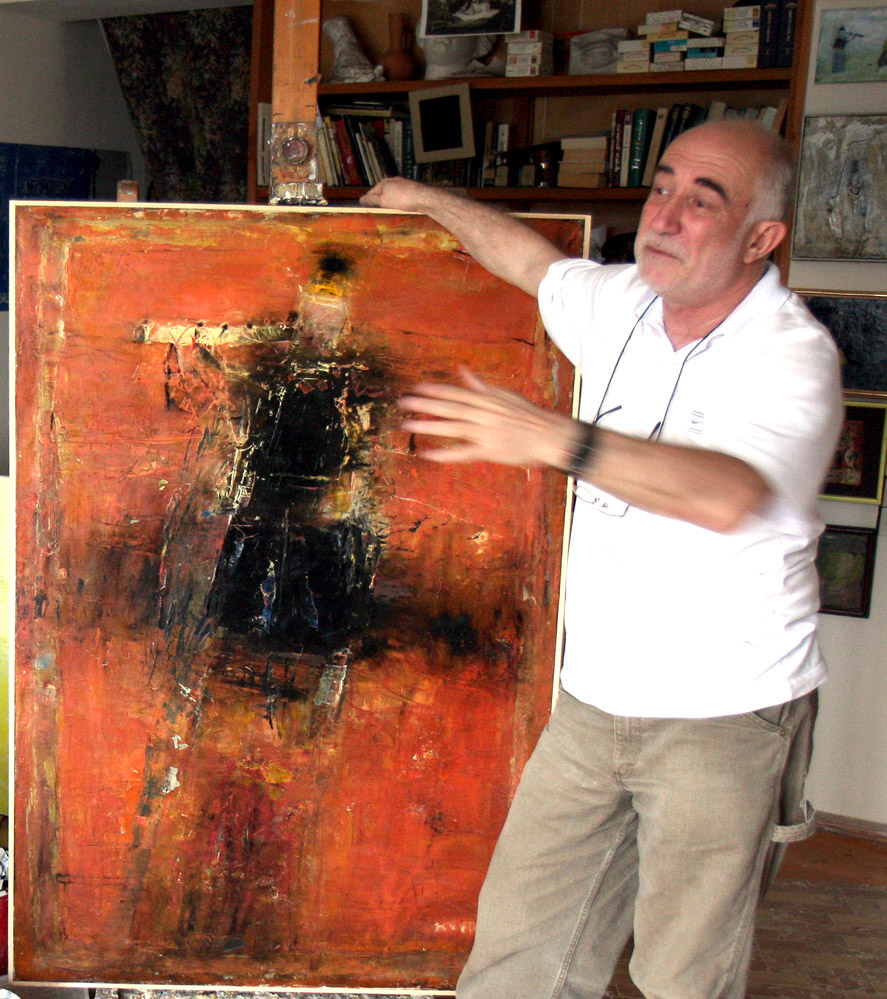
گیا گوگوشویلی با نقاشی «ملودی شرقی». عکس از میخائیل اوستافیف

گیا گوگوشویلی (گرجی: გია გუგუშვილი؛ متولد ۱۶ اوت ۱۹۵۲) نقاش گرجی است. گیا گوگوشویلی ترکیب‌های فیگوراتیو، غیرفیگوراتیو و همچنین مینیمالیستی تولید کرده‌است. نقاشی‌های او در موزه‌ها و مجموعه‌های خصوصی در سراسر جهان نگه‌داری می‌شود.
گیا گوگوشویلی در تفلیس متولد شد. در سال ۱۹۷۷ از آکادمی دولتی هنر تفلیس فارغ‌التحصیل شد، جایی که در حال حاضر سمت ریاست را دارد.